# Maurice Bompard (homme politique)
Pour les articles homonymes, voir Maurice Bompard et Bompard.
Pour les autres membres de la famille, voir Famille Bompard.
Louis Maurice Bompard, dit Maurice Bompard, né le 17 mai 1854 à Metz (Moselle) et mort le 7 avril 1935 à Grasse (Alpes-Maritimes), est un diplomate et homme politique français.

## Biographie
Petit-fils de Barthélemy Bompard, maire de Metz et député de la Moselle, fils d'un avocat et banquier de Metz, parent de Henri Bompard et gendre d'Ernest de Blignières, Louis Maurice ne quitte pas la Moselle après son rattachement à l’Empire allemand. Sa famille s’installe à Novéant, une commune de l'arrondissement de Metz-Campagne, ce qui lui permet de terminer ses études au lycée Saint-Clément de Metz. Se destinant à une carrière administrative, le jeune Bompard prépare et obtient une licence en droit.
Tout d’abord conseiller de préfecture dans le département du Nord en 1877 sous Paul Cambon, il le suit lorsqu'il devient résident général de France en Tunisie en 1881. Il occupe d'abord le poste de secrétaire d'ambassade avant de prendre les fonctions de secrétaire général du gouvernement tunisien du 4 février 1883 au 2 novembre 1886 et devient chef du bureau d'Afrique au Ministère des Affaires étrangères en 1887.
Il est envoyé ensuite à Madagascar du 12 décembre 1889 au 11 octobre 1890 comme résident général, puis au Monténégro en 1892 en qualité de ministre plénipotentiaire.
Affecté en 1893 au ministère des Affaires étrangères comme sous-directeur puis directeur en 1894, il devient en 1902, après la conclusion de l'Alliance franco-russe, ambassadeur de France à Saint-Pétersbourg, où il participe aux négociations qui donnent naissance à la Triple-Entente.
Envoyé ensuite comme ambassadeur à Constantinople en 1909, Bompard est rappelé lorsque la Première Guerre mondiale éclate. Il est mis à la retraite en 1919. Affilié à l'Union républicaine lorraine, et malgré ses actions importantes pour le retour de la Moselle à la France, il n'est pas sélectionné par le parti aux sénatoriales, il se présente donc seul aux élections et y est élu en 1920 pour représenter la Moselle. L'URL s'incline alors et le réintègre au sein du parti. Il fait partie de la ligne francophone du parti et souhaite la départementalisation et l'assimilation des territoires. Cependant, il défend le statut scolaire et religieux de l'Alsace-Lorraine. Il est tout de même réélu en 1924 sur la liste de l'URL. Durant ses mandats, il s'inscrit au groupe de l'Union républicaine. Au cours de son mandat, il suit notamment la réforme monétaire et la réforme de la justice en Alsace-Moselle, et se montra favorable au rétablissement des relations diplomatiques avec le Saint-Siège. 
Il est délégué à la conférence de Lausanne en 1923 et vote pour son application en 1924. Il vote l'ordre du jour sur la conférence interallié de juillet 1924 et sur les conventions douanières de 1928. Il est fait membre titulaire de l'Académie Nationale de Metz et adhère au Groupe messin de conférence après la guerre et participa à la recréation de la revue L'Autrasie. Il fonde en 1921 la Société messine de Géographie commerciale pour mettre en avant l'Empire colonial français. 
Louis Maurice Bompard se retire finalement à Grasse en 1932, où il décède le 7 avril 1935.

### Rue Maurice Bompard
Une rue de Metz - où il est né - porte son nom dans le quartier de Plantières-Queuleu, près du cimetière de l'Est.
NB : l’autre rue Maurice Bompard située en France, à Rodez, fait référence au peintre homonyme.

## Publications
- La Législation de la Tunisie, 1888
- La Politique marocaine de l'Allemagne (sous pseudonyme de Louis Maurice), 1916
- Le Traité de Bjorkoe[2]
- L'Entrée en guerre de la Turquie[2]
- Mon ambassade en Russie 1903-1908, 1937

## Distinctions
- Grand officier de la Légion d'honneur (13 juillet 1908)[3]
  -  Commandeur de la Légion d'honneur (30 décembre 1898)
  -  Officier de la Légion d'honneur (16 juillet 1897)
  -  Chevalier de la Légion d'honneur (16 juillet 1887)

## Sources
- « Maurice Bompard (homme politique) », dans le Dictionnaire des parlementaires français (1889-1940), sous la direction de Jean Jolly, PUF, 1960 [détail de l’édition]
- Dir. Jean El Gammal, François Roth et Jean-Claude Delbreil, Dictionnaire des Parlementaires lorrains de la Troisième République, Metz, Serpenoise, 2006 (ISBN 2-87692-620-2, OCLC 85885906, lire en ligne), p. 277-279